# Dienstleistungsbilanz
Die Dienstleistungsbilanz betrifft in der Volkswirtschaftslehre und konkret in der volkswirtschaftlichen Gesamtrechnung den Außenhandel, also den grenzüberschreitenden Export und Import von  Dienstleistungen eines Staates innerhalb einer bestimmten Rechnungsperiode. Güter werden entsprechend in der Handelsbilanz erfasst.

## Allgemeines
Dienstleistungs- und Handelsbilanz bilden einen Teil der Zahlungsbilanz eines Staates.
Die einzelnen Teilbilanzen der Zahlungsbilanz erfassen die Transaktionen wie folgt:
| Art der Bilanz        | Aktivseite                                            | Passivseite                                       |
| --------------------- | ----------------------------------------------------- | ------------------------------------------------- |
| Handelsbilanz         | Exporte von Waren                                     | Importe von Waren                                 |
| Dienstleistungsbilanz | Exporte von Dienstleistungen                          | Importe von Dienstleistungen                      |
| Kapitalbilanz         | Kapitalimporte                                        | Kapitalexporte                                    |
| Devisenbilanz         | Verminderung der Währungsreserven bei der Zentralbank | Erhöhung der Währungsreserven bei der Zentralbank |
| Übertragungsbilanz    | Übertragungen aus dem Ausland                         | Übertragungen an das Ausland                      |

Die Dienstleistungsbilanz ist stets durch Gegenbuchung mit einer anderen Teilbilanz verbunden. So führt der Vertrieb einer Lebensversicherung ins Ausland zu einer Versicherungsprämie, die im Inland in der Devisenbilanz vereinnahmt wird.

## Inhalt
In der Dienstleistungsbilanz werden alle Zahlungseingänge und Zahlungen einer Volkswirtschaft im grenzüberschreitenden Handel mit Dienstleistungen erfasst, das heißt alle Käufe und Verkäufe von Dienstleistungen zwischen Inländern und Ausländern (natürliche Personen und Unternehmen).
Die wichtigsten Positionen der Dienstleistungsbilanz sind Verkehrsdienstleistungen, der Reiseverkehr, Finanz- und Versicherungsdienstleistungen und die so genannten technischen Dienstleistungen (z. B. IT-Dienstleistung, Forschung und Entwicklung). Man findet hier aber auch u. a. Baudienstleistungen, Patente und Lizenzen, Ausgaben und Einnahmen aus Film-Rechten, Telekommunikationsdienste und die Stationierungskosten für ausländische Streitkräfte.

## Saldo
Im System der doppelten Buchführung entsprechen dabei die Dienstleistungsimporte der Aktivseite, da sie zu Zahlungsausgängen führen (können), und die Dienstleistungsexporte der Passivseite, die zu Zahlungseingängen führen können. Um den Saldo zu berechnen, wird die Aktivseite durch Wechseln des Vorzeichens auf die Passivseite übertragen. Aus den Salden der Dienstleistungs- und der Handelsbilanz ergibt sich der Außenbeitrag.
Übersteigt der Export von Dienstleistungen den Dienstleistungsimport, so spricht man von einer aktiven Dienstleistungsbilanz oder einem positiven Saldo (bzw. von einer passiven Bilanz oder negativem Saldo im umgekehrten Fall).